# AQUOS CRYSTAL Y2
AQUOS CRYSTAL Y2 403SH（アクオス クリスタル ワイツー ヨンマルサンエスエイチ）は、シャープによって開発された、ワイモバイルの第3.9世代移動通信システム、Hybrid 4G LTE（SoftBank 4G／SoftBank 4G LTE）端末である。